# Неокуб
Неокуб (англ. NeoCube) — игрушка-конструктор, состоящая обычно из 216 (6³) одинаковых шарообразных неодимовых магнитов. Также есть неокубы с 27, 125, 343, и другим количеством шаров.
Различные неокубы состоят из шаров диаметром от 3 мм до 10 мм, покрытых для защиты от царапин никелем. Игрушка получила своё название из-за того, что изначально магниты чаще всего соединены именно в форме куба. Эта конструкция держится только за счёт магнитного поля, и её легко разрушить, приведя тем самым шарики в хаотическое положение, а восстановить затем эту форму куба и есть основная задача игрушки как головоломки, решаемая различными способами. Это только одна из возможных задач. Из неокуба можно собирать самые разнообразные фигуры; как симметричные, обладающие различными типами симметрии октаэдрическим (куб, октаэдр (наиболее устойчив)), икосаэдрическим (ромбоикосододекаэдр (составленный из 12 пятишариковых колец) и другие фигуры, (похожие на додекаэдр и икосаэдр), тетраэдрическим (наименее устойчивы); так и несимметричные.
Неокубы бывают различных цветов, наиболее распространённые цвета: стальной, серебристый, золотой, чёрный (тёмный металл).
Автор неокуба — экономист Крис Реда (англ. Chris Reda), выпускник Университета Питтсбурга.
Видеоролики о сборке из куба различных фигур в 2008 году были популярным интернет-мемом.
Неокуб позиционируется как средство снятия стресса, развития творческих способностей, пространственного мышления и мелкой моторики.
По словам Реда, в апреле 2008 года он создал сайт, с помощью которого пытался продавать своё изобретение, однако за первый месяц продал всего два куба. После серии роликов на YouTube, демонстрировавших возможности неокуба, было продано более ста экземпляров за два дня.
Впоследствии подобные неокубы-игрушки стали выпускаться многими компаниями под различными наименованиями.

## Критика
Так как магнитные шарики, применяемые в игрушке, имеют небольшие размеры, но достаточно сильно притягиваются друг к другу, то попадание более одного магнитного шарика в организм человека, например при случайном проглатывании или через нос, может привести к тяжелой механической травме внутренних органов (прободение кишечника, непроходимость кишечника), что может привести к перитониту. 
В 2012 году в Австралии и в 2013 году в Новой Зеландии были наложены запреты на продажу такого рода игрушек. Комиссия по безопасности потребительских товаров Соединенных Штатов также добилась запрета продаж в 2012 году, но производителям магнитов позже удалось оспорить этот запрет в суде, аргументировав свою позицию тем, что при покупке потребитель надлежащим образом информирован о возможной опасности товара.